# Gnobsd
 (septembre 2012).
Si vous disposez d'ouvrages ou d'articles de référence ou si vous connaissez des sites web de qualité traitant du thème abordé ici, merci de compléter l'article en donnant les références utiles à sa vérifiabilité et en les liant à la section « Notes et références ».
GNOBSD est un live CD d'une distribution UNIX libre basée sur le système d'exploitation OpenBSD. GNOBSD a été créé par Stefan Rinkes en 2010. Il comporte un environnement de bureau GNOME et un système d'installation graphique simple écrit en Ruby qui montre de façon claire OpenBSD, système souvent jugé trop complexe pour les novices et trop peu connu par rapport aux distributions GNU/Linux ou au système FreeBSD. Cependant, OpenBSD est réputé comme étant le système le plus sécurisé au monde.
La dernière version de GNOBSD est basée sur OpenBSD 4.6.